# 恨み来、恋、恨み恋。
『恨み来、恋、恨み恋。』（うらみこい こい うらみこい）は、秋タカによる日本の漫画作品。スクウェア・エニックスの『月刊ガンガンJOKER』2014年7月号から2019年8月号まで連載。連載開始前の同誌2013年9月号に同名の読切が掲載された。十二支をモチーフにしている。

## あらすじ
人間と妖怪が共存する町・十二町。その町を管理する十二家の1つである子国家の当主・子国恭一は、自分の一族に恨みを持つ「恨み猫」と呼ばれる猫の妖怪の少女・猫ヶ崎夏歩に襲撃される。自分を殺そうとする夏歩に対し、恭一は自分1人だけに全ての恨みをぶつけ尽くすように言い出す。そんな恭一に興味を持った夏歩は、少しの間彼と行動を共にして真意を見極めることにする。一緒に過ごすうちに夏歩は少しずつ恭一に心を許すようになり、自身の力の暴走と彼に想いを寄せる護衛役・丑蔵朱華との戦いを経て殺すことを止め、自分の家に戻る方法を探し始める。一方、恭一は祖父の郷一に呼び出され、恨み猫を野放しにしていることを厳しく咎められる。その翌日、再び子国家に行った恭一が見たのは、瀕死の重傷を負った郷一とその前で立ち尽くす夏歩の姿だった。

## 登場人物

### 主要人物
子国 恭一（ねくに きょういち）
主人公。子国家の当主。高校1年生。非常に好奇心旺盛で行動的な性格。かつて両親とともに暴漢に襲われ瀕死の父から能力を受け継いだものの、能力を使えず両親は殺害された。そのため能力を剥奪された上に家を追い出され、1人暮らしをしている。このことから、一部の者たちからは「（当主の）なりそこない」と呼ばれ蔑まれている。祖父の郷一のことを嫌っている。
猫ヶ崎 夏歩（ねこがざき なつほ）
恨み猫と呼ばれる猫の妖怪の一族の少女。髪型はサイドテール。性格は極度の人見知りで恥ずかしがりや。普通サイズの黒猫と巨大な黒い妖猫に変身でき、その姿の時は多少気が大きくなる。子の一族への恨みを晴らすため十二町に侵入して恭一に襲いかかるが、恨みを自分1人だけに向けるように言われたことから恭一に興味を持ち、彼の人となりを見極めるため行動を共にするようになる。恨むことを強いる衝動に襲われて正気をなくし暴走してしまうことがあったが、恭一への個人的な恨みを抱かされたことである程度は治まっている。遠距離に届く斬撃を放つこともできる爪が主な武器で、妖猫の姿の時にはさらに巨体によるパワーと高速再生能力を持つ。一方人の姿の時はスピードと反応速度が優れている。
丑蔵 朱華（うしぐら あやか）
丑蔵家当主。恭一の幼なじみであり護衛役でもある少女。恭一より一歳年上。おっとりした性格の者が多い丑蔵家では珍しい活発で直情的なところがある性格で、「闘牛」に例えられることがある。6年ほど前に当主となった恭一の護衛をするために引き会わされた時には、当時卑屈になっていた恭一が気に入らずに殴ってしまった。その後は次第に仲良くなり、恭一に対して恋愛感情を抱くようになる。楽器ケースを背負っていることが多いが中身は戦斧で、妖怪との戦闘ではそれを武器に能力の怪力を使って戦い、その際には能力使用の影響で側頭部に角が生える。猫好き。

### 十二家の人物
子国 宮湖（ねくに みやこ）
恭一の妹で小学生。死ぬ間際の郷一から能力を受け継ぎ子国家の当主となる。恭一をお兄様と呼び、彼に懐いている。付喪神となった巨大な剣を能力で従えて武器としている。
戌原 咲直（いぬはら さな）
戌原家の少女。真面目かつ不器用な性格で、迷い悩むことが多い。困ったことがあるとよくインターネットで検索するが、大抵答えを見つけらない。郷一の死後に姉の閃から能力を譲られ戌原家当主となる。武器は刀。嗅覚が鋭く、妖怪の臭いを嗅ぎ分けることができる。
戌原 閃（いぬはら せん）
咲直の姉。第1巻時点では戌原家当主。クールな人物で剣の達人。咲直と同じく嗅覚が鋭い。護衛を務めていた郷一が殺された責任を取らされ、当主の座と能力を咲直に譲った。その後は宮湖の護衛をしている。
申々町 千恵（ささまち ちえ）
申々町家当主。関西弁で話し、お調子者な性格だが成績は学年トップ。咲直とは同じ学校の同級生で、よく喧嘩をしている。戦闘では棒術を使う。
酉寺 啓太郎（とりでら けいたろう）
酉寺家当主。咲直と千恵が通う学校の先生。興味の無いことはすぐに忘れる性質。健児とは学生時代からの腐れ縁で色々迷惑をかけられてきたが、健児の店の団子は好物。結界や式の扱いに長けている。
亥山 健児（いのやま けんじ）
亥山家の当主。右目付近に傷がある青年で、恭一にとって兄貴分的な存在。団子屋を営んでいる。閃のことが好きで、会うたびに告白しては振られている。妖怪相手の戦闘は苦手。
辰河 勇全（たつが ゆうぜん）
辰河家当主。郷一の幼なじみだが見た目は少年で、普段は仮面を着けている。
寅岩 虎虎（とらいわ とらこ）
朱華の従姉妹（虎虎の母と朱華の母が姉妹）。ツインテールの明るい少女。
午坂 遥菜（まさか はるな）
午坂家当主。ポニーテールの少女。朱華の親友。頼られると力が湧き、逆に他者を頼ると力が抜けるという性質の持ち主。主に蹴り技を使って戦う。
卯ノ崖 清葉（とのがけ きよは）
卯ノ崖家の当主。卯ノ崖家が虐げられてきたため、子国家や十二町をよく思っていない。
卯ノ崖 正樹（とのがけ まさき）
清葉の双子の弟。姉弟2人で当主をしている。
未野 美古（ひつの みこ）
未野家当主。
子国 郷一（ねくに ごういち）
恭一の祖父で子国家元当主。躊躇うことなく非情な判断を下すことができる人物で、子国や十二町に害をなすものは容赦なく叩き潰してきた。恭一から剥奪した「強制遂行」の能力を所持している。
丑蔵 裕生（うしぐら ゆうせい）
朱華の父で丑蔵家前当主。怪力の能力は朱華に譲っているが、一抱えほどの岩を持ち上げ投げつける程度は今でも可能。
柳柄 二世（やながら ふたよ）
郷一の妹。彼の死後子国家を取り仕切る。恭一のことは嫌っている。
巳川忠光（みかわ ただみつ）
巳川家当主。恨み猫と闘った経験がある。

### その他の人物
鼬塚 透也（いたちづか とうや）
夏歩の十二町侵入を手引きした少年。テンの妖怪だが、元は人間。父を殺し鼬塚家を切り捨てた子国家に強い憎しみを抱いている。鎌状の刃を作り出すことができ、それを主な武器とする。この鎌は見えなくすることも可能。また、変化能力も持っている。さらに鼬塚家に伝わる能力として、毎月ついたちだけは「強制遂行」を使用可能。強制力は子国家のものと同じだが、相手に触れないと使うことができない。恭一に負けたあと、冬歩に裏切られ、午坂家で看病される。
佐藤（さとう）
子国家の屋敷で働く使用人。閃は高校時代の剣道部の後輩で、彼女に何度も言い寄る健児によく制裁を加えている。
河童 太郎丸（かわらし たろうまる）
河童の男の子。恭一によくいたずらを仕掛けている。
座童 花（ざわらし はな）
座敷童の女の子。太郎丸と共に恭一にいたずらしている。
猫ヶ崎冬歩(ねこがざき ふゆほ)
透也たちをそそのかし操っていた黒幕。1人称は「わっち」で、廓詞で喋る。郷一、勇全の知り合いで、郷一のことが好きであったが、子国家や十二町に仇なしたため、郷一の手によって町を追い出された。その後、近寄れないように十二町に結界を張っていたが、土地神を喰らい、再度現れる。

## 用語
十二町（じゅうにちょう）
本作の舞台となる町。かつて土地神が自分の代理でこの地を持ち回りで治める12の一族を、名字に獣の名を含む者たちの中からこの地に早く到着した順で選んだ。その結果、子の一族が一番乗りで以下丑・寅・卯・辰・巳・午・未・申・酉・戌・亥の順となり、この十二家がこの地を治めてきた。作中では、町を12の地域に分けて各家が管理するようになっている。また、人間に害をなす妖怪の出入りを防ぐため、町の周囲には結界が張られている。
十二家（じゅうにけ）
十二町を管理している12の一族。土地神から人外の能力を与えられている。この能力は基本的に当主が所持し、所有者の意思で譲り渡すことができ、所有者が死んだ場合は力を継ぐ権利がある者に自動的に受け継がれる。その年の年神を務める家の能力は特に強力になる。若い方がより強い力を発揮できる場合が多いため、十二家では若者が当主となって力を使い、実務はその親などが取り仕切るという体制をとることが多い。以下は十二家の一覧。
1. 子：子国（ねくに）：十二家の筆頭格。他の十二家より管理地域が広い。能力は「強制遂行」で、口にした命令に強制的に従わせることができる。能力使用時には左頬に紋様が浮かぶ。
2. 丑：丑蔵（うしぐら）：十二家の中でも戦いに長けた一族。町の北北東方面が管理地で、鬼門である北東の方角から多く現れる鬼と戦っている。能力は怪力。
3. 寅：寅岩（とらいわ）
4. 卯：卯ノ崖（とのがけ）：かつて町を発展させようとして町外の人間と組んだがそれが悪人だったために失敗し、村八分にされたことから、十二家内での立場は悪い。管理地域は十二町の中では比較的開発が進んでいる。
5. 辰：辰河（たつが）：十二町の自然を管理する役割を持つ。能力は「気」の操作。
6. 巳：巳川（みかわ）：能力は魂の再生(口寄せ)。当主を変えずに年に一度正月の会合のたびに呼び出している。
7. 午：午坂（まさか）：能力は脚力の向上。作中年の年神。
8. 未：未野（ひつの）：能力は他者の自然治癒力の向上。
9. 申：申々町（ささまち）：町の蔵書を管理している。能力は自分の分身の猿を作り出すというもの。
10. 酉：酉寺（とりでら）：町の結界の管理を担当している。
11. 戌：戌原（いぬはら）：妖怪退治を専門とし、子国家の護衛も担当している。能力は破魔の力。
12. 亥：亥山（いのやま）

猫ヶ崎（ねこがざき）
恨み猫と呼ばれる一族。子の一族に騙されて十二家に入ることができず、それを恨み暴れた結果十二町を追放され、その後も子の一族を恨み続けた結果、ついには妖怪となってしまった。受け継がれてきた強い恨みによって強大な力を得るに至っている。
鼬塚（いたちづか）
13番目に到着した一族。子国家に力を与えられ、毎月ついたちだけ強制遂行の劣化版を使うことができる。近年まで子国家とは協力関係にあり、公にできない仕事を町の外で行っていた。そのため十二町の書物からその家名は消されている。
妖怪
実体と霊体が入り混じった体を持つ存在。他者からの尊敬や恐れによってより強い力を得る。妖怪の中には名字を得て人間と共生しているものも存在する。
鬼
かつて大陸でその名を轟かせ畏怖された、極めて強大な妖怪。人間に害をなす妖怪全般を鬼と呼ぶようになっている。

## 書誌情報
- 秋タカ 『恨み来、恋、恨み恋。』 スクウェア・エニックス〈ガンガンコミックスJOKER〉、全12巻
  1. 2014年11月22日発売[1]、ISBN 978-4-7575-4462-8
  2. 2015年2月21日発売[2]、ISBN 978-4-7575-4561-8
  3. 2015年7月22日発売[3]、ISBN 978-4-7575-4695-0
  4. 2015年11月21日発売[4]、ISBN 978-4-7575-4806-0
    - 読切「タヨタレ」（『月刊ガンガンJOKER』2014年2月号掲載）を併録。

  5. 2016年5月21日発売[5]、ISBN 978-4-7575-4985-2
  6. 2016年11月22日発売[6]、ISBN 978-4-7575-5157-2
  7. 2017年5月22日発売[7]、ISBN 978-4-7575-5365-1
  8. 2017年11月22日発売[8]、ISBN 978-4-7575-5543-3
  9. 2018年6月22日発売[9]、ISBN 978-4-7575-5754-3
  10. 2018年11月22日発売[10]、ISBN 978-4-7575-5932-5
  11. 2019年11月22日発売[11]、ISBN 978-4-7575-6130-4
  12. 2019年11月22日発売[12]、ISBN 978-4-7575-6391-9